# Heinrich Carl Haussknecht
Heinrich Carl Haussknecht est un pharmacien et un botaniste prussien, né en 1838 à Bennungen en province de Saxe et mort en 1903 à Weimar.

## Biographie
Après ses études de pharmacie, il donne des leçons particulières à Weimar. Il se consacre également à l’étude de la flore de Thuringe et de la Basse-Saxe. Entre 1864 et 1869, il voyage dans l'Empire ottoman, notamment en Asie Mineure, et dans les actuels Syrie et Irak, ainsi qu'en Perse, les spécimens récoltés enrichissant ainsi son herbier. En 1885, il herborise en Grèce.
Haussknecht s’intéresse particulièrement au genre Epilobium de la famille des Onagraceae et leur consacre une monographie en 1884 : Monographie der Gattung Epilobium Haussk (Gustav Fischer Verlag. Iéna).
Il lègue à la ville de Weimar son herbier qui est confié à Joseph Friedrich Nicolaus Bornmüller (1862-1948). L’herbier d’Haussknecht est transféré à l'université d'Iéna en 1949.

## Hommages
Le genre monospécifique Haussknechtia (Apiaceae) lui est dédié par Pierre Edmond Boissier en 1873.